# Drago Gajo
Drago Gajo (prvotno Dragan Gajić), slovenski džezovski bobnar, * 25. september 1950, Ljubljana.
V slovenskem glasbenem prostoru je poznan tudi kot lastnik Jazz cluba Gajo. Gajo je snemal in nastopal v sodelovanju s številnimi znanimi imeni iz sveta džeza: Woody Shaw, Sheila Jordan, Duško Gojković, Peter Mihelič, Renato Chicco, Tone Janša, ... Je vodja Kvarteta Jazz Club Gajo. V mladosti je nastopal pod imenom Drago Gajič Gajo v številnih slovenskih rokovskih skupinah, kot so Oko, Jutro, Jugoslavija, ...